# Croft (Herefordshire)
Croft – wieś w Anglii, w Herefordshire, w dystrykcie (unitary authority) Herefordshire. Leży 7,2 km od miasta Leominster, 25,7 km od miasta Hereford i 205,6 km od Londynu. W 1961 roku civil parish liczyła 25 mieszkańców. Croft jest wspomniana w Domesday Book (1086) jako Crofta.